# Ajon (ø)
Ajon er en ø lige ud for kysten ved Chukotka i det Østsibiriske Hav i Rusland. Øen er 63 km lang og 38 km bred og er generelt lav og flad med mange søer og moser.
Der er to små landsbyer på øen, Elvunej og Ajones nordvestlige del af øen. Ajones er opkaldt efter en familie, der senere flyttede til Amerika.
Mellem Ajones og fastlandet ligger Malij Tsjaunskij Sund, en lavvandet bugt, der ligger 2 km bred på det smalleste sted. Bugten mod syd og østlige del af øen kaldes Tsjaunskaja Guba.
Administrativt hører Ajones Chukotka selvstyrende Okrug.
69°47′24″N 168°39′03″Ø / 69.79°N 168.6508°Ø